# Zúñiga
Zúñiga, prema Hodgeu, očigledno rancherija (selo) Papago Indijanaca koja se nalazila na sjeverozapadu današnje meksičke države Sonora. Ime je vjerojatno dobila prema nekom Španjolcu. Spominje se u Couesovom prijevodu Garcesovog dnevnika (Garces Diary), čiji je autor bio Francisco Garcés, španjolski franjevački misionar iz 18. stoljeća.